# Cocconotus pusillus
Cocconotus pusillus är en insektsart som beskrevs av Morris, G.K. och Max Beier 1982. Cocconotus pusillus ingår i släktet Cocconotus och familjen vårtbitare. Inga underarter finns listade i Catalogue of Life.